# Mado Robin
Madeleine Marie Robin známá jako Mado Robin (29. prosince 1918, Yzeures-sur-Creuse - 10. prosince 1960, Paříž) byla francouzskou sopranistkou. Hudebně se vzdělávala u Podestaové.

## Angažmá a role
Poprvé vystoupila jako Gilda ve Verdiho opeře Rigoletto roku 1945 v pařížské Opeře.

### Angažmá
Zpívala v pařížské Opeře, v Opéra Comique, v Rusku, USA a Belgii.

### Role
- Lucie – v opeře Lucie z Lammermooru Gaetana Donizettiho
- Lakmé – v opeře Léo Delibese